# Grallaricula nana
Pita-formigueira-anã ou torom-de-coroa-cinza (Grallaricula nana) é uma espécie de ave da família Formicariidae.
Pode ser encontrada nos seguintes países: Colômbia, Equador, Guiana, Peru e Venezuela.
Os seus habitats naturais são: regiões subtropicais ou tropicais húmidas de alta altitude.